# Роби Колтрејн
Ентони Роберт Макмилан (енгл. Anthony Robert McMillan; Ратерглен, 30. март 1950 — Фалкирк, 14. октобар 2022), познат као Роби Колтрејн (енгл. Robbie Coltrane), био је шкотски глумац, комичар и писац.
Најпознатији је по улогама Рубијуса Хагрида у серијалу филмова Хари Потер и Валентина Жуковског у филмовима Златно око и Свет није довољан из серијала филмова о Џејмсу Бонду.

## Важнија филмографија
| Година | Наслов                                  | Улога             |
| ------ | --------------------------------------- | ----------------- |
| 1989   | Хенри V                                 | Сер Џон Фалстаф   |
| 1990   | Калуђерице у бекству                    | Чарли Макманус    |
| 1995   | Златно око                              | Валентин Жуковски |
| 1999   | Порука у боци                           | Чарли Тоши        |
| 2001   | Свет није довољан                       | Валентин Жуковски |
| 2001   | Из пакла                                | Џорџ Гадли        |
| 2001   | Хари Потер и камен мудрости             | Рубијус Хагрид    |
| 2002   | Хари Потер и дворана тајни              | Рубијус Хагрид    |
| 2004   | Хари Потер и затвореник из Аскабана     | Рубијус Хагрид    |
| 2004   | Играј своју игру 2                      | Матсуи            |
| 2005   | Хари Потер и ватрени пехар              | Рубијус Хагрид    |
| 2007   | Хари Потер и Ред феникса                | Рубијус Хагрид    |
| 2009   | Хари Потер и полукрвни принц            | Рубијус Хагрид    |
| 2010   | Хари Потер и реликвије смрти: Први део  | Рубијус Хагрид    |
| 2011   | Хари Потер и реликвије смрти: Други део | Рубијус Хагрид    |
| 2012   | Храбра Мерида                           | Лорд Дингвол      |